# Yenimahalle (district)
Pour les articles homonymes, voir Yenimahalle.
Yenimahalle est une ville et un district de la province d'Ankara dans la région de l'Anatolie centrale en Turquie.

## Histoire
Au IX° millénaire avant notre ère, on voit apparaître pour la première fois «des statues de bonne taille, comme la statue de Yeni Mahalle à Urfa, en Turquie. Non seulement l'homme n'hésite plus à se représenter, mais il le fait en essayant de traduire symboliquement la place désormais capitale qu'il occupe dans le monde vivant» (Jean Guilaine, "Les Cahiers de Science et Vie", août-septembre 2011).

## Personnalité liée à la communauté
- Ahmet Çalık (1994-2022), footballeur turc.